# 21358 Мієрбарані
21358 Мієрбарані (21358 Mijerbarany) — астероїд головного поясу, відкритий 3 квітня 1997 року.
Тіссеранів параметр щодо Юпітера — 3,345.